# 慈徳院 (土岐市)
慈徳院（じとくいん）は岐阜県土岐市土岐津町にある臨済宗妙心寺派の寺院。山号は妙光山。

## 歴史
崇禅寺の境内に妻木城主の妻木廣美の菩提を弔うために建立されたと伝わる。
妻木廣美の没年から推測すると、開創は天文11年（1542年）以降と考えられる。
常照寺や極善寺が高山村の外へ移転したため、村内から寺が無くなったことを憂えた住人が、崇禅寺住持で広徳寺二世の松嶺和尚を開創に招き、広徳寺四世の黙叟宗宣を開山として迎えた。
旗本の妻木氏本家より寺領として2石1斗が与えられたが、
万治元年（1658年）に妻木氏本家が無嗣のため改易となった際に、寺領を失った。
元禄8年（1695年）に土岐郡三十三所巡礼が開かれた際は、その十四番札所となった。
八世の高庵恵丘は明治時代に伽藍の改修を行い、中興とされる。
前住職の福冨泰岳は、平成7年(1995年)4月から土岐市保育研究協議会の会長と、平成19年(2007年)4月から岐阜県保育研究協議会の会長を務め、20年以上にわたり、社会福祉事業に貢献している功績を讃えられて、
平成29年(2017年)12月19日、社会福祉功労者として、「厚生労働大臣表彰」を受けた。

## 聖観音菩薩
元禄13年(1700年)、高山村の村民は、お金を集めて十一面観音菩薩を勧進し、崇禅寺から勧進した聖観音菩薩を秘仏として観音堂に祀った。
以来、聖観音菩薩は7年ごとに御開帳されるようになったという。
像高50cmも満たない小さな像だが、金箔を細く切って貼って模様をつける「截金（きりかね）で、模様が表現されており、とても美しい。細い布の天衣まで、截金が施されている。
普通、条帛（じょうはく）という肩から腰にかけて斜めにたすきのような細い布があるが、斜めでなくＵの字のように表現されており珍しい。
聖観音菩薩の手に結ばれている左右の五色の糸の先には、100個あまりの名前が書かれた紙袋が括り付けられており、青・黄・赤・白・黒 の五色の糸は、「白いさらし」に繋がれ、それが「善の綱」となり、聖観音菩薩との結縁が生じ、その功徳が得られるとされる。
かつては、その善の綱に使用した『さらし』を下着として身に着けて、聖観音菩薩からの加護を受けていた。
しかし近年では、生活様式の変化から、『さらし』ではなく身につける『下着』『肌着』のいずれかを紙袋に入れて外から見えないように封をして、住所と名前を書いて持ち寄り、五色の糸とつなげて、仏前で祈祷するようになった。
そして御開帳が終わったら持ち主に戻し身に着けて加護を得る。これにより病気が治るとされている。

## 境内

### 美濃焼灯篭
土岐市は美濃焼で有名なので、境内には大きな美濃焼の灯籠がある。白い灯籠が先に奉納され、それに合わせて造られた緑の灯籠も奉納された。

### 明治帝御供水碑
明治13年(1880年)6月、明治天皇が中山道を、東京から京都へ向かって御巡幸された際に、随行者と伴に下街道を通って高山村へ立ち寄られ、美濃焼造りの実演を御覧になられた。この御巡幸に際し下街道が整備された。御小休所となった深萱邸では、慈徳院の境内の井戸から汲んだ水で茶を差し上げた。このことを後世に伝えるために「明治帝御供水碑」が建てられた。

## 関連リンク
- 慈徳院
- ときつこども園
- 7年ぶり岐阜県土岐市「慈徳院」の秘仏のご開帳！　中日新聞　2022年10月10日